# Арское кладбище
А́рское кладбище — центральный некрополь в Казани, в Вахитовском районе города.
Кладбищенская церковь (Церковь святых благоверных князей Феодора, Давида и Константина, Ярославских чудотворцев) (1796) — единственная не закрывавшаяся в советские годы. Колокольня храма построена по проекту архитектора Ф. И. Петонди в 1844 году.

## Историческая справка
Впервые упоминается в 1766 году на плане Казани, составленном Василием Кафтыревым. Тогда на кладбище уже была часовня. Первые известные захоронения состоялись здесь 12 и 13 июля 1774 года, когда земле были преданы тела погибших при штурме Казанского посада и Кремля повстанцев армии Е. И. Пугачёва, а также горожан, павших при столкновении с пугачёвцами.
Самое древнее захоронение, обнаруженное на этом кладбище, относится к 1820 году, это могила городского головы Осипа Петрова.
Территория кладбища постепенно росла, появились участки для представителей неправославных конфессий (лютеран, католиков, старообрядцев разных толков, иудеев), а также воинских захоронений.
Постепенно разрозненные участки соединились в единый некрополь. В 1835 году городские власти обнесли кладбище оградой. В 1884 году контора Арского кладбища приняла нынешний вид (автор проекта — архитектор В. К. Бечко-Друзин).
В советский довоенный период на кладбище захоронения были частыми, но памятники ставились редко ввиду их высокой цены. В ассортименте Похоронного треста Казани в 1940 году (при среднемесячной зарплате в СССР 339 рублей) стоимость памятника варьировалась от 251,15 руб. (за «опоковый» — из цементной смеси или мелового известняка) до 1584,51 руб. (за гранитный):168. За первое полугодие 1940 года контора Арского кладбища «реализовала» 2687 могил, но памятников горожане поставили всего 84 (6 гранитных, 24 мраморных, 25 мозаичных и 29 опоковых):169. То есть только три процента заказавших рытьё могилы, купили и памятник.
На кладбище похоронены не менее 300 тысяч человек. На его территории имеется 1 православное, 2 еврейских, 2 старообрядческих, католическое, лютеранское, немецкое, польское и военное кладбища.

## Верочкин Бугор
Одной из утерянных достопримечательностей Арского Кладбища является Верочкин Бугор — холм по правую сторону пятой аллеи, на отрезке её спуска к Казанке. Верочкин Бугор получил известность как место захоронения дочери казанского купца Дарьи Латышевой, застрелившейся в 1884 году, на 6-й день после насильственной выдачи замуж. История вызвала резонанс в революционно настроенных кругах казанского студенчества, в результате чего на похороны собралось несколько тысяч человек, а сам холм с массивным крестом на месте захоронения стал местом паломничества студентов вплоть до середины XX века.
В 1897 году на этом же холме была захоронена двоюродная сестра академика Александра Арбузова — Вера Михайловна Василькова, скончавшаяся в возрасте 16 лет. Со временем память о двух девушках ушедших из жизни в раннем возрасте объединилась в общую легенду о «Гимназистке Вере Васильковой, застрелившейся от несчастной любви», а холм приобрёл неофициальное название — «Верочкин Бугор». Казанские краеведы и любители истории в свою очередь опровергали легенду, но из-за недостатка информации ошибочно утверждали, что Веры Васильковой вообще не существовало.
Могилы Дарьи Латышевой и Веры Васильковой были утеряны в середине 1960-х годов (возможно из-за осыпания грунта), по состоянию на 2024 год самые ранние захоронения на Верочкином Бугре датируются 1970-ми годами.
Существует как минимум три изображения холма с захоронениями — фотография сделанная Арнольдом Бренингом в 1911 году, рисунок художника Константина Чеботарева датированный 1924 годом, фотография 1951 года за авторством Владимира Лукича Лаптева.

## Известные люди, похороненные на Арском кладбище
- Похороненные на Арском кладбище

## Восстановление реестра захоронений
Представителями Клуба любителей казанской старины в 2013 году было выдвинуто предложение восстановить реестр захоронений Арского кладбища, а в перспективе использовать кладбище как один из пунктов туристических маршрутов. Мэрия Казани поддержала идею восстановления исторического значения Арского кладбища.

В 2020 году появилась новая пешеходная экскурсия «Некрополи Арского кладбища».

## Галерея

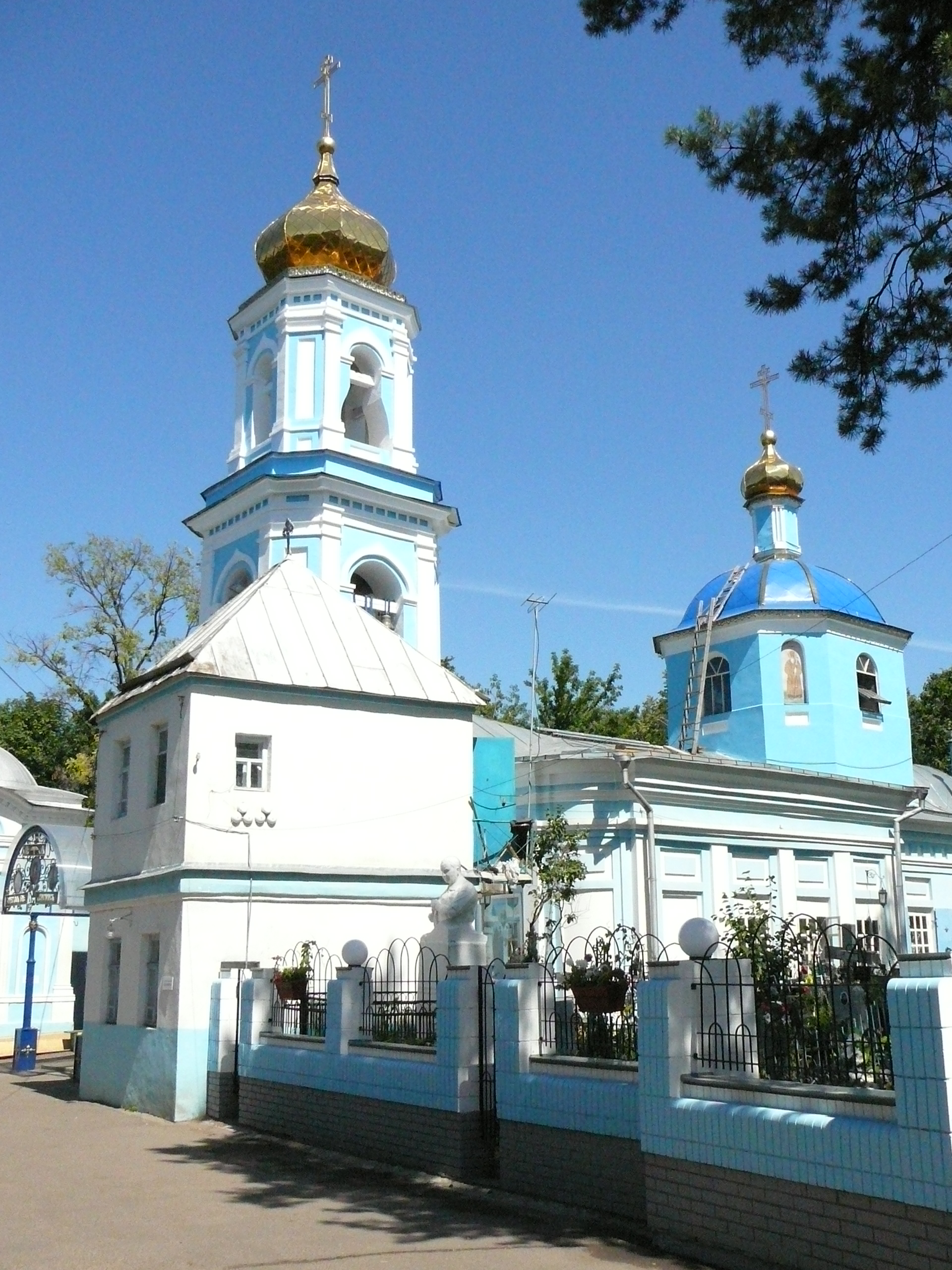
Церковь Ярославских чудотворцев
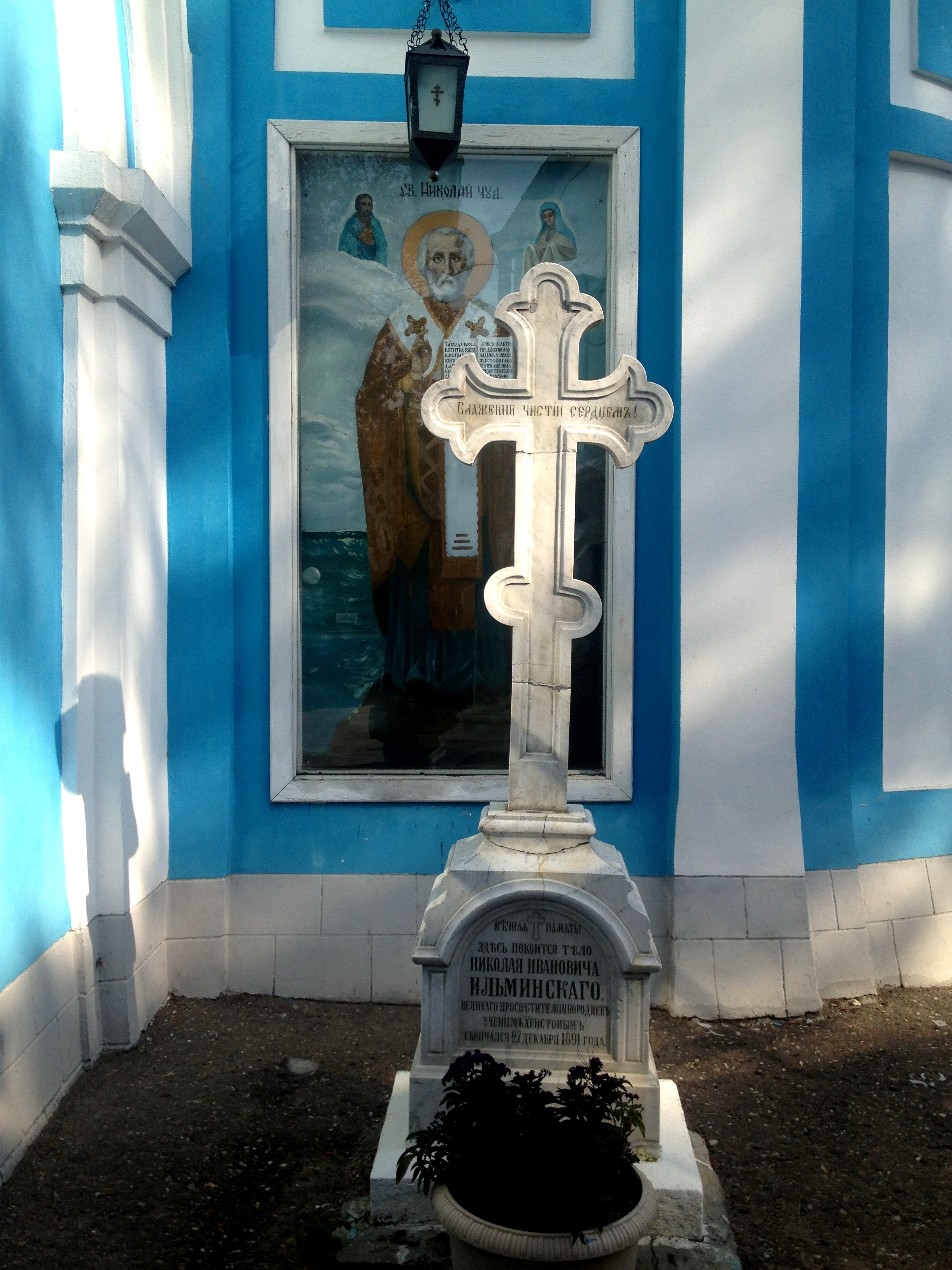
Могила Н. И. Ильминского
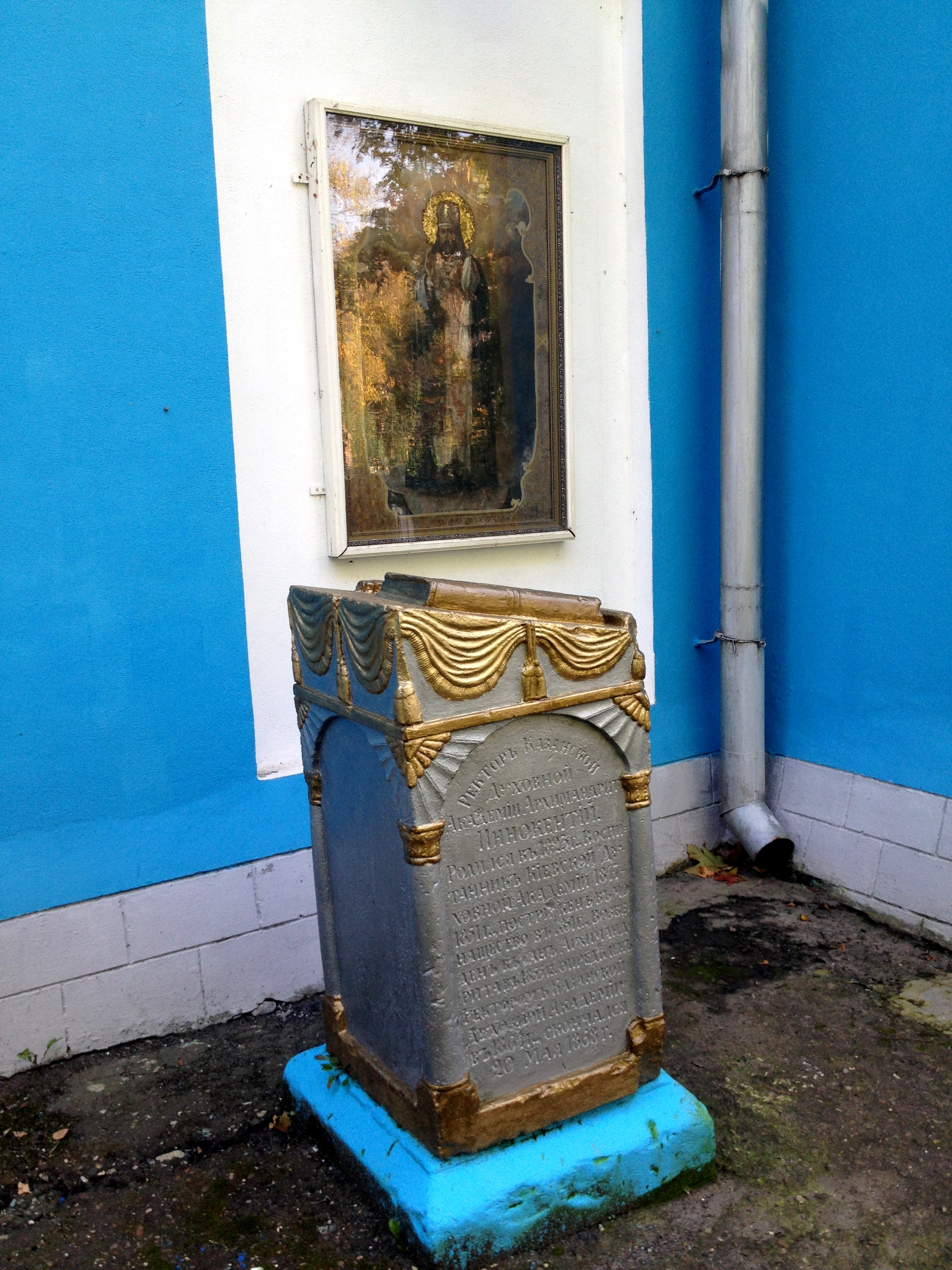
Могила архимандрита Иннокентия
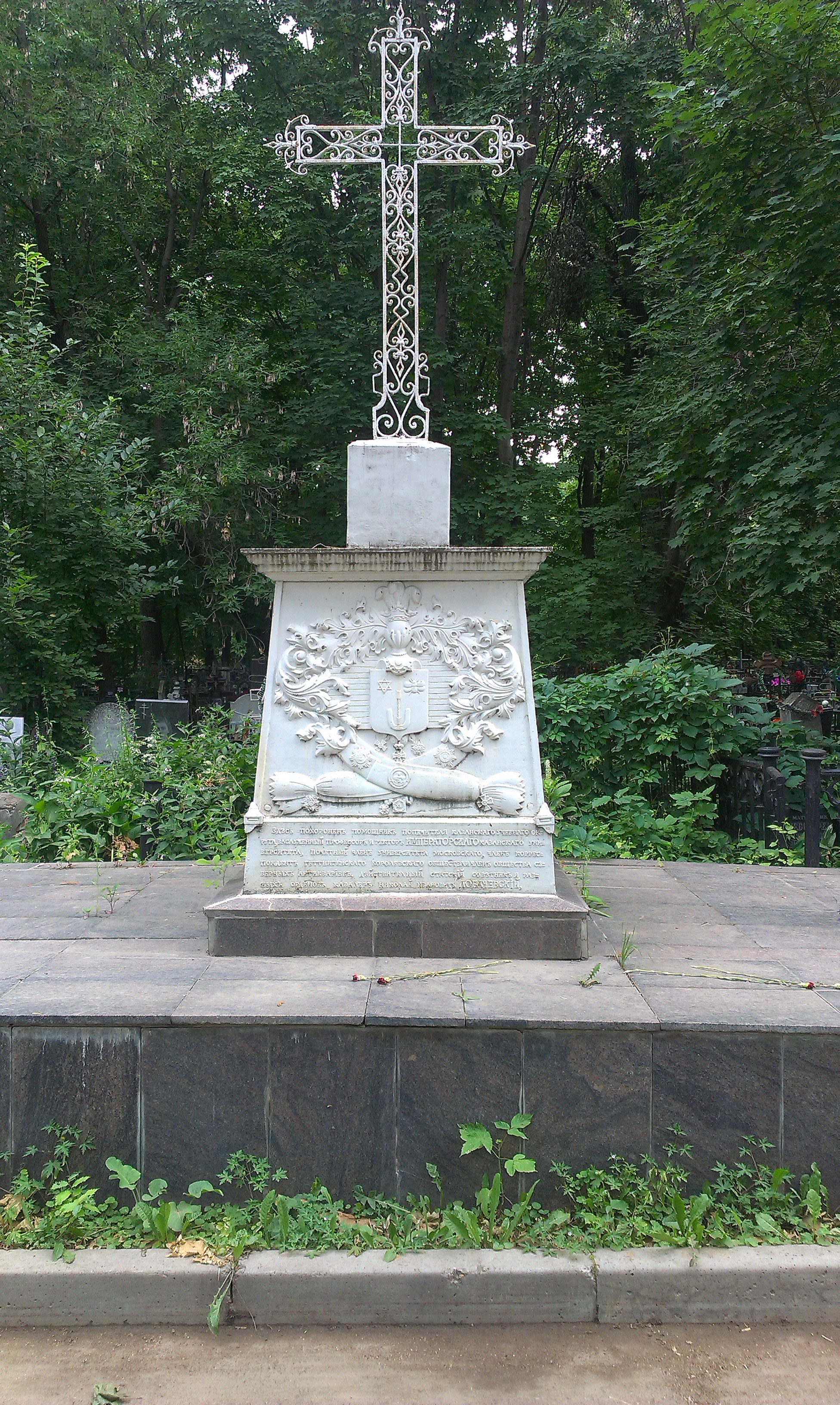
Могила Н. И. Лобачевского

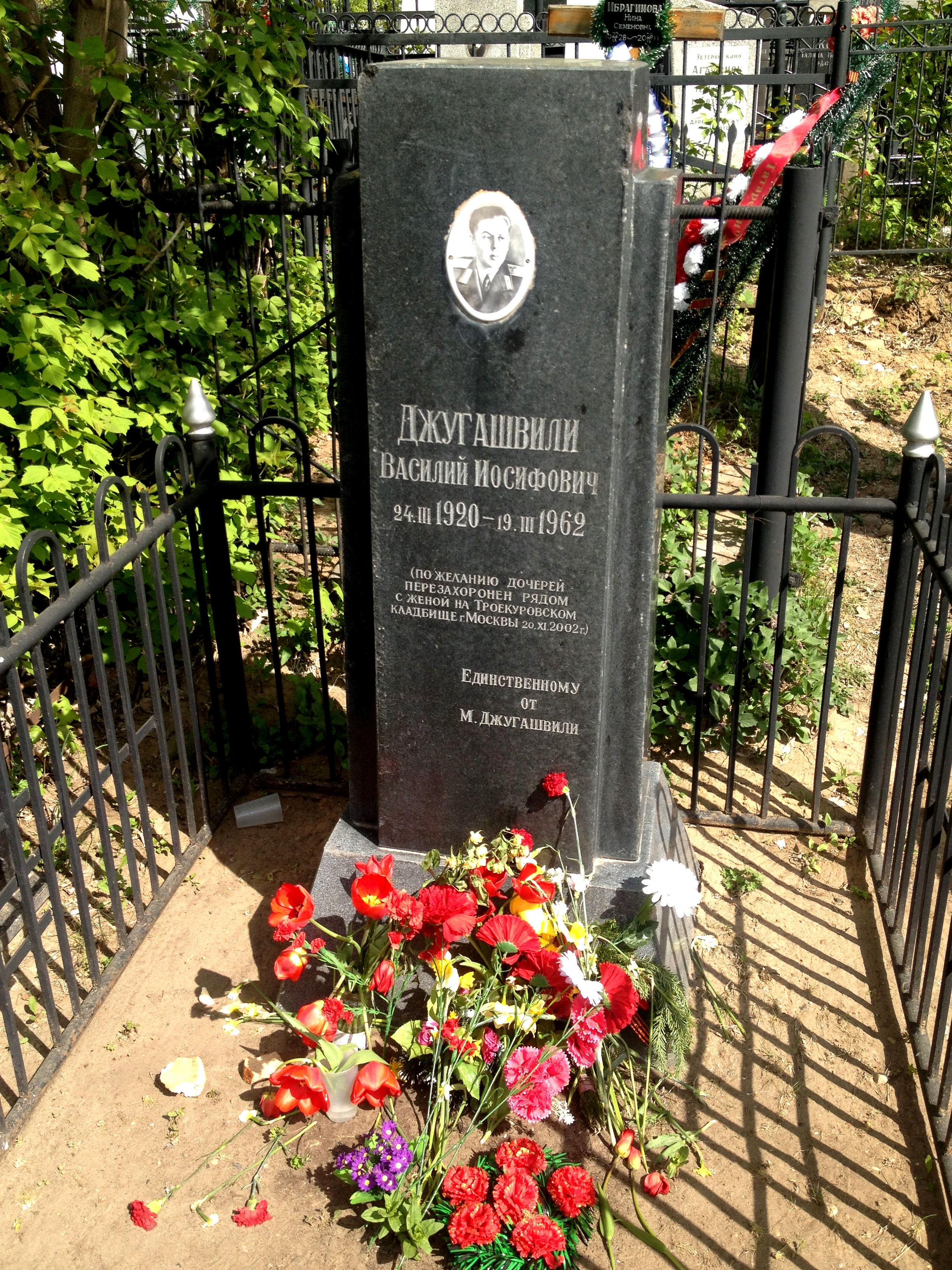
кенотаф Василия Сталина
Могила профессора В. С. Груздева
Могила профессора А. М. Васильева
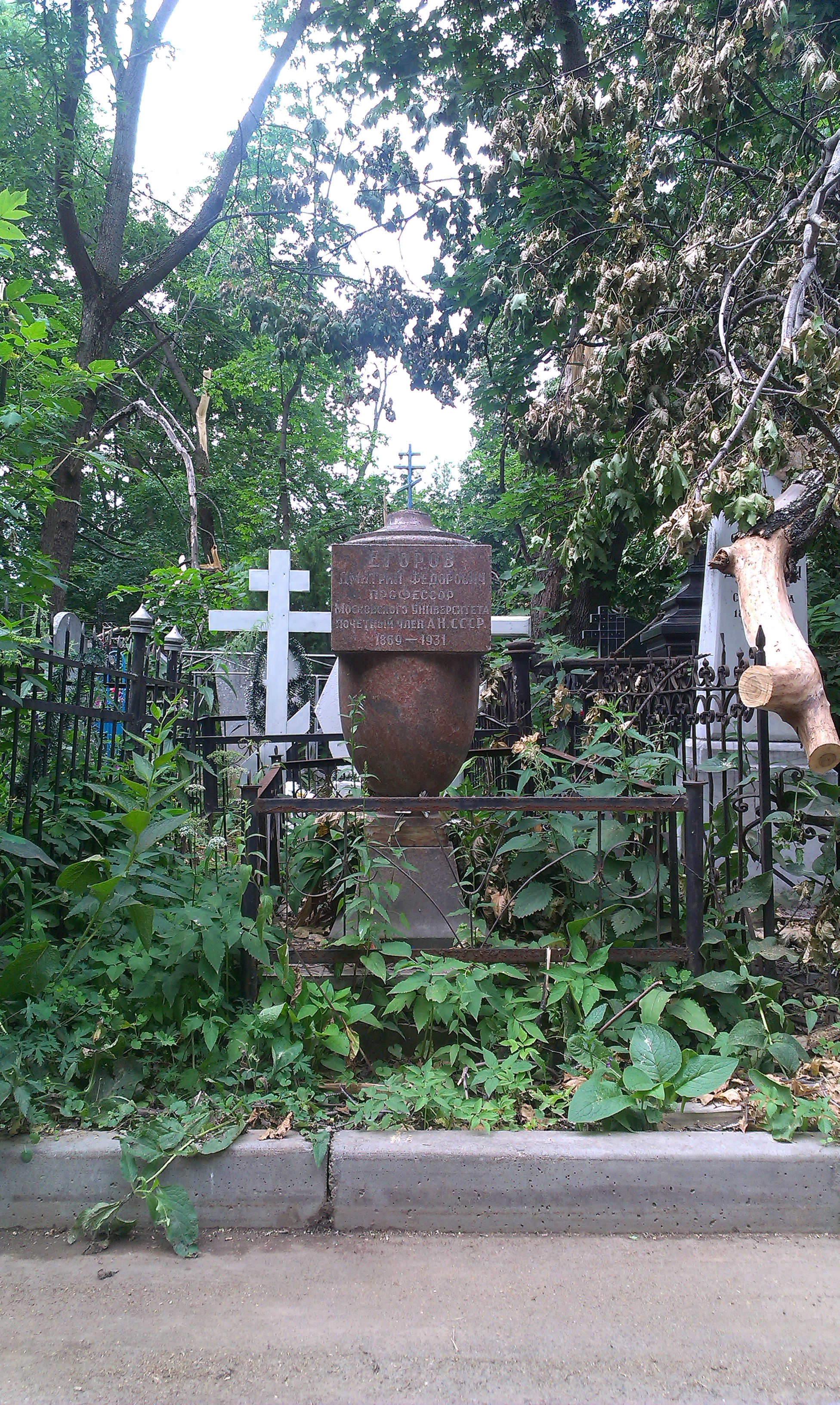
Могила профессора Д. Ф. Егорова
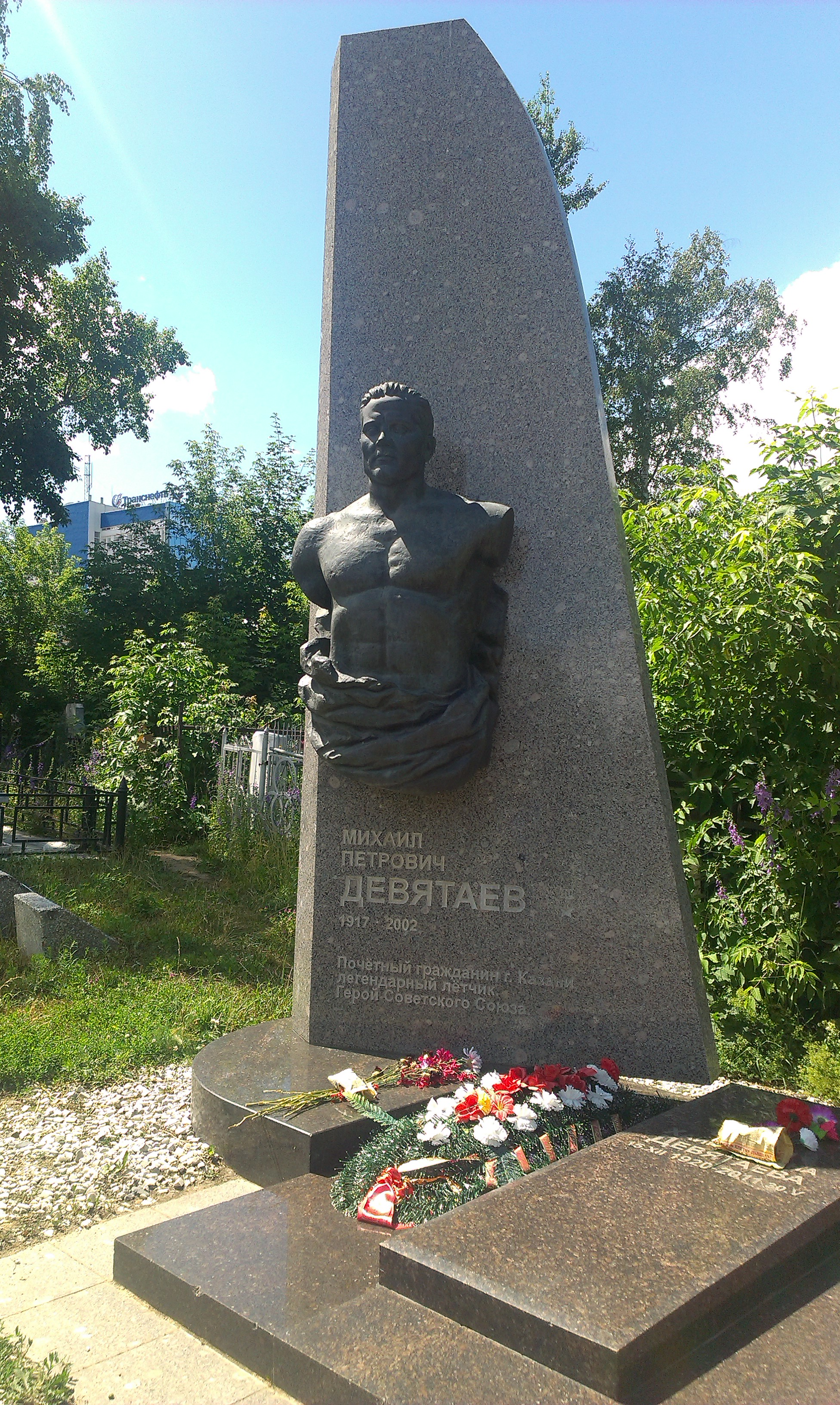
Могила Героя Советского Союза Девятаева